# Abbagliamento
In medicina l'abbagliamento è un disturbo transitorio della vista, percepibile come una sensazione eccessiva di luce, senza alcun oggetto reale interpretabile, causato da un'alterazione delle vie oculari o nervose. In generale dunque l'abbagliamento è un turbamento e una soppressione momentanea della vista per l'azione di un corpo luminoso sugli occhi.
Se la radiazione consuma il pigmento presente nei bastoncelli della retina, l'organismo non fa in tempo a risintetizzarlo quindi l'occhio non vede più nitidamente. Il danno può essere temporaneo o permanente.
Michel Foucault lo definisce come «l'oscurità che regna nel cuore stesso di ciò che è eccessivo nello splendore della luce… nell'abbagliamento l'indietreggiare generale degli oggetti verso la profondità della notte ha come sua correlazione immediata la soppressione della visione stessa; nell'istante in cui vede gli oggetti dileguare nella notte segreta della luce, la vista si vede nell'attimo della sua sparizione».

## Classificazione
L'abbagliamento è la sensazione  generata da valori eccessivi di luminanza presenti all'interno del campo visivo. In generale è dato dalla presenza di una zona significativamente più luminosa del contesto, come una lampada, un faro nella notte, o una finestra. L'adattamento è la risposta dell'occhio alle variazioni di intensità luminosa dell'ambiente, tramite i riflessi pupillari e meccanismi fotochimici retinici. Conseguenza dell'abbagliamento sono la riduzione delle prestazioni visive - acuità visiva, percezione del contrasto, velocità di percezione - e disturbi astenopeici -affaticamento, stanchezza, discomfort. L'abbagliamento si può classificare a seconda dell'incidenza del raggio diretto – raggio luminoso che colpisce direttamente la fovea - e indiretto, che incide su zone più periferiche. La stessa terminologia si usa a seconda se il fascio colpisce l'osservatore direttamente o indirettamente, quindi riflesso da una superficie.
L'abbagliamento può essere:
- Debilitante, che consiste in un peggioramento istantaneo, temporaneo, reversibile delle funzioni visive (quello notturno deriva dal fatto che la rodopsina dei bastoncelli, una volta inattivata dalla luce, richiede tempo perché sia riattivata).
- Fastidioso, che provoca un senso di disagio che non determina inabilità visiva, ma disturbi astenopeici e difficoltà di concentrazione, riduzione della capacità di attenzione, aumento delle probabilità di errore, riduzione del rendimento.

L'effetto velo si compone in una riflessione focale o diffusa di una sorgente luminosa nella zona di interesse visivo, per esempio una finestra riflessa su monitor.
L'affaticamento oculare è indotto dall'eccessiva tensione dei meccanismi di "adattamento" dell'occhio, i riflessi pupillari, e dalla difficoltà di messa a fuoco. I riflessi pupillari sono mediati dal sistema nervoso simpatico e parasimpatico e sono la risposta agli stimoli luminosi; la regolazione della messa a fuoco passa tramite l'accomodazione e la regolazione del diaframma irideo (riducendo il diametro pupillare si impedisce ai raggi provenienti dalla periferia di giungere alla retina, aumentando la profondità del campo di messa a fuoco e riducendo il cerchio di confusione retinico). Inoltre l'abbagliamento provoca uno stimolo alla lacrimazione eccessiva provocando  di conseguenza irritazione oculare, dislacrimia, infiammazione congiuntivale. Ci sono anche altri meccanismi neurologici di riduzione della potenza del segnale elettrico che viene portato alla corteccia visiva primaria che riducono l'abbagliamento.
Il compito dell'oculista è rimuovere i fattori patologici che possono aumentare il senso di abbagliamento come cataratta, congiuntiviti (che determinano alterazione delle proprietà diottriche del film lacrimale), correggere difetti refrattivi, sensibilizzare il paziente sulla importanza della correzione dei fattori ambientali, consigliare stile di vita corretto come la riduzione del fumo, dieta ricca di vitamine e povera di grassi saturi.